# هوبير جيرولد براون
هوبير جيرولد براون (بالإنجليزية: Hubert Gerold Brown) أو جميل عبد الله الأمين (مواليد 4 أكتوبر 1943 باسم هوبير جيرولد براون)، ولد في باتون روج، لويزيانا هو ناشط أمريكي أفريقي وخامس رئيس للجنة التنسيق الطلابية السلمية في الستينات من القرن العشرين.
اتُّهم هوبير أو جميل بإطلاق النار على الشرطة وقتل شرطيين وحُكم عليه بالسجن مدى الحياة في ولاية جورجيا.

## النشأة والنشاط
ولد هوبير أو جميل في باتون روج، لويزيانا. أصبح معروفًا باسم راب براون خلال أوائل الستينات. تضمن نشاطه في حركة الحقوق المدنية مشاركته في لجنة التنسيق الطلابية اللاعنفية (SNCC)، والتي تم تعيينه رئيسًا لها في عام 1967. في نفس العام تم اعتقاله في كامبريدج، ماريلاند، ووجهت إليه تهمة التحريض على أعمال الشغب بعد إلقاء خطاب هناك.
تم تقديم هوبير إلى لجنة التنسيق الطلابية من قبل شقيقه الأكبر إد. راب الذي زار كامبريدج لأول مرة مع كليفلاند سيلرز في صيف عام 1963 خلال فترة قيادة غلوريا ريتشاردسون في الحركة المحلية. لقد شهد أول أعمال شغب بين السود والبيض في المدينة، وأعجب باستعداد حركة الحقوق المدنية المحلية لاستخدام الدفاع المسلح عن النفس ضد الهجمات العنصرية.
قام في وقت لاحق بتنظيم للجنة التنسيق الطلابية اللاعنفية خلال صيف حرية مسيسيبي أثناء نقل دراساته إلى جامعة هوارد. حيث قام بتأسيس قسم لجنة التنسيق الطلابية اللاعنفية في جامعة هوارد، حضر براون اجتماعًا مثيرًا للجدل حول الحقوق المدنية في البيت الأبيض مع الرئيس ليندون جونسون أثناء أزمة سلما في مدينة سلما الأمريكية عام 1965. في عام 1966 قام بتنظيم عملية تسجيل الناخبين السود وتطبيق قانون حقوق التصويت الذي تم إقراره مؤخرًا في مقاطعة غرين بولاية ألاباما. انتخب هوبير رئيسًا لمجلس لجنة التنسيق الطلابية اللاعنفية عام 1967، واصل دعم ستوكلي كارمايكل الناري لـ«القوة السوداء» والتمردات الحضرية في الغيتوات.
خلال صيف عام 1967 قام هوبير بجولة، داعياً إلى المقاومة العنيفة للحكومة، والتي أطلق عليها «الرايخ الرابع». وقال أمام حشد في واشنطن العاصمة: «يجب على الزنوج أن ينظموا أنفسهم،» «وأن يواصلوا حرب العصابات في جميع المدن.» وأعلن، «أقول لأمريكا، اللعنة عليها! الحرية أو الموت!»

## الحياة الشخصية والدخول في الإسلام

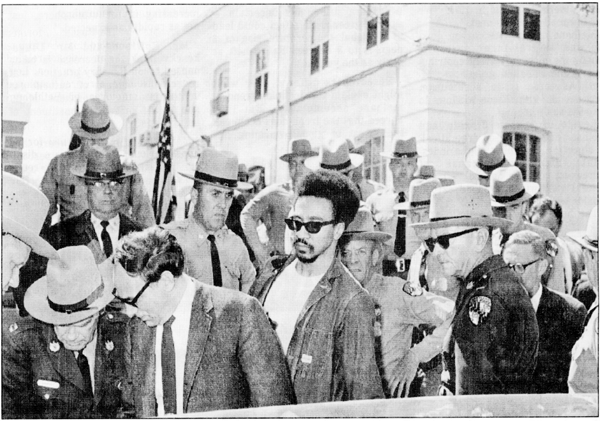
هوبير في الوسط في صورة عام 1968 مع محاميه وليام كونستلر إلى اليسار.

اختفى هوبير لمدة 18 شهرًا، ظهر خلالها على قائمة المطلوبين العشرة لمكتب التحقيقات الفيدرالي. تم اعتقاله بعد تبادل لإطلاق النار مع ضباط بعد معلومات عن محاولة سرقة حانة في مدينة نيويورك. قضى خمس سنوات (1971-1976) في سجن أتيكا بعد إدانته بالسرقة. أثناء وجوده في السجن دخل هوبير الإسلام وغير اسمه من هوبير جيرولد براون إلى جميل عبد الله الأمين.
بعد إطلاق سراحه، افتتح متجرا للبقالة في أتلانتا، جورجيا، وأصبح زعيما روحانيا مسلما وناشطا مجتمعيا يعظ ضد المخدرات والقمار في حي ويست إند في أتلانتا. منذ ذلك الحين زُعم أن حياة الأمين قد تغيرت مرة أخرى عندما زُعم أنه انضم إلى «حركة دار الإسلام».

## أعمال
- يموت الزنجي يموت! [الإنجليزية]‏: كتاب سيرة ذاتية سياسية، نشر عام 1969.
- ثورة كتاب، 1993.

## روابط خارجية
- هوبير جيرولد براون على موقع الموسوعة البريطانية (الإنجليزية)
- هوبير جيرولد براون على موقع مونزينجر (الألمانية)
- هوبير جيرولد براون على موقع إن إن دي بي (الإنجليزية)